# Site nucléaire du Tricastin
Le site nucléaire du Tricastin est un site industriel qui regroupe des installations du cycle du combustible nucléaire et une centrale nucléaire. Il est situé en France, dans la basse vallée du Rhône, au cœur de la région historique du Tricastin, sur la rive droite du canal de Donzère-Mondragon (canal de dérivation du Rhône) entre Valence (70 km en amont) et Avignon (65 km en aval). Il s'étend sur une surface de 600 hectares, répartie sur quatre communes, Saint-Paul-Trois-Châteaux et Pierrelatte dans la Drôme, Bollène et Lapalud dans le Vaucluse. La centrale nucléaire est l'objet de plusieurs signalements d'incidents et a été placée, en 2017, sous "surveillance renforcée".

## Histoire

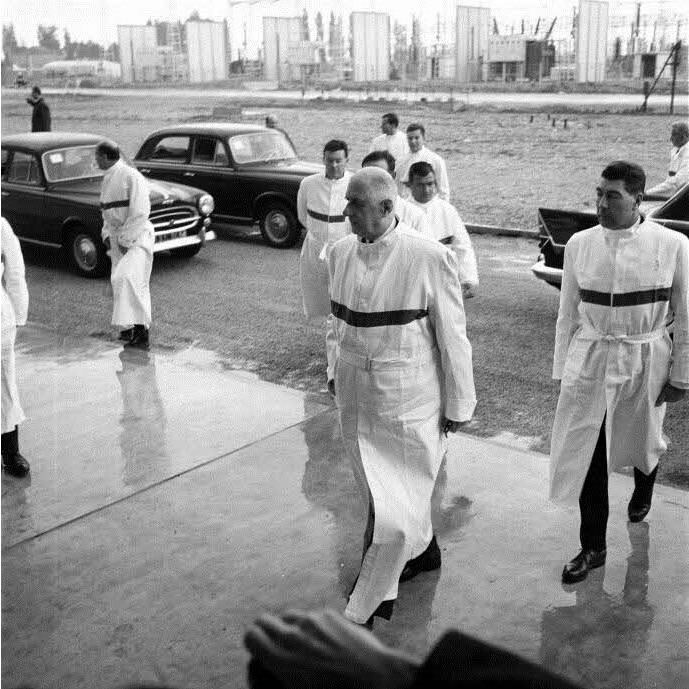
Le président Charles de Gaulle en visite des installations de Pierrelatte et de Cadarache, le 23 septembre 1963.

Le nom propre « Tricastin » a pour origine la région historique dans laquelle le site est implanté. Cette région tire son nom d'une tribu celto-ligure ayant vécu sur le secteur : les Tricastini, des peuples de la Gaule narbonnaise qui habitèrent sur le Rhône, et dont la capitale fut nommée Augusta Tricastinorum par Pline et Silius Italicus. Le pays qu'ils habitèrent se nomme aujourd'hui Saint-Paul-Trois-Châteaux.
En 1958, le Général de Gaulle veut doter la France de l’arme atomique, le site du Tricastin est choisi pour accueillir une usine d’enrichissement d’uranium. En 1961, le Commissariat à l'énergie atomique (CEA) crée le site pour produire de l'uranium très enrichi destiné à la fabrication de bombes atomiques. En 1962 démarre la Société des Usines Chimiques de Pierrelatte (SUCP), qui fabrique l’hexafluorure d'uranium (UF6) pour alimenter les futures Usines de Diffusion Gazeuses (UDG) qui démarrent en 1964, par la suite gérée par la Comurhex.
À partir des années 1970, le site s'ouvre d'avantage aux activités civiles. La construction des quatre réacteurs à eau pressurisée (REP) débutent en 1974 et 1975, suivis de l'usine Eurodif en 1978.
Dans les années 1980 et les 1990, l'usine FBFC, les ateliers de l'uranium de la Cogema, BCOT ouvrent successivement.

## Organisation du site

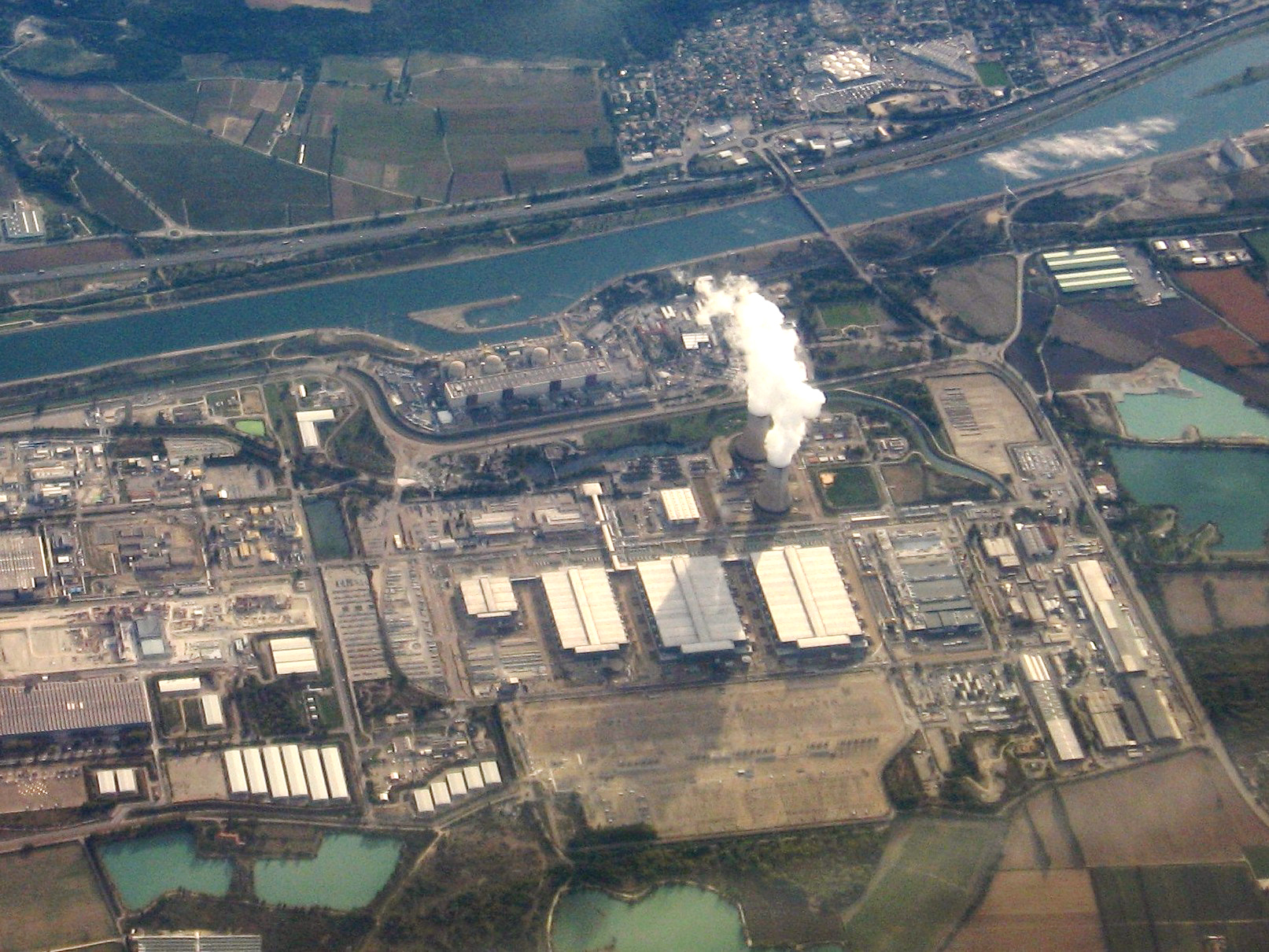
Le site vu d'avion.

Le site accueille la plus importante concentration d'industries nucléaires et chimiques de France. C'est le site nucléaire le plus étendu de France devant l'usine de retraitement de La Hague. Le site regroupe de nombreuses activités liées à la fabrication et l'exploitation du combustible nucléaire. Les premières installations sont entrées en fonctionnement au cours des années 1960 pour enrichir de l'uranium à des fins militaires. Actuellement[Quand ?], plus de 5 000 employés travaillent au Tricastin dans un important réseau d'entreprises. Le site fait partie du pôle de compétitivité Trimatec qui « valorise les technologies issues du nucléaire et du génie des procédés qui sont favorables à l'environnement ».
Ces entreprises se répartissent en trois sites séparés : le site EDF, le site Orano qui comprend six entreprises du groupe Orano et le site du CEA.

## Site d'EDF
EDF exploite la centrale nucléaire du Tricastin et la Base chaude opérationnelle du Tricastin (BCOT)

### Centrale nucléaire du Tricastin

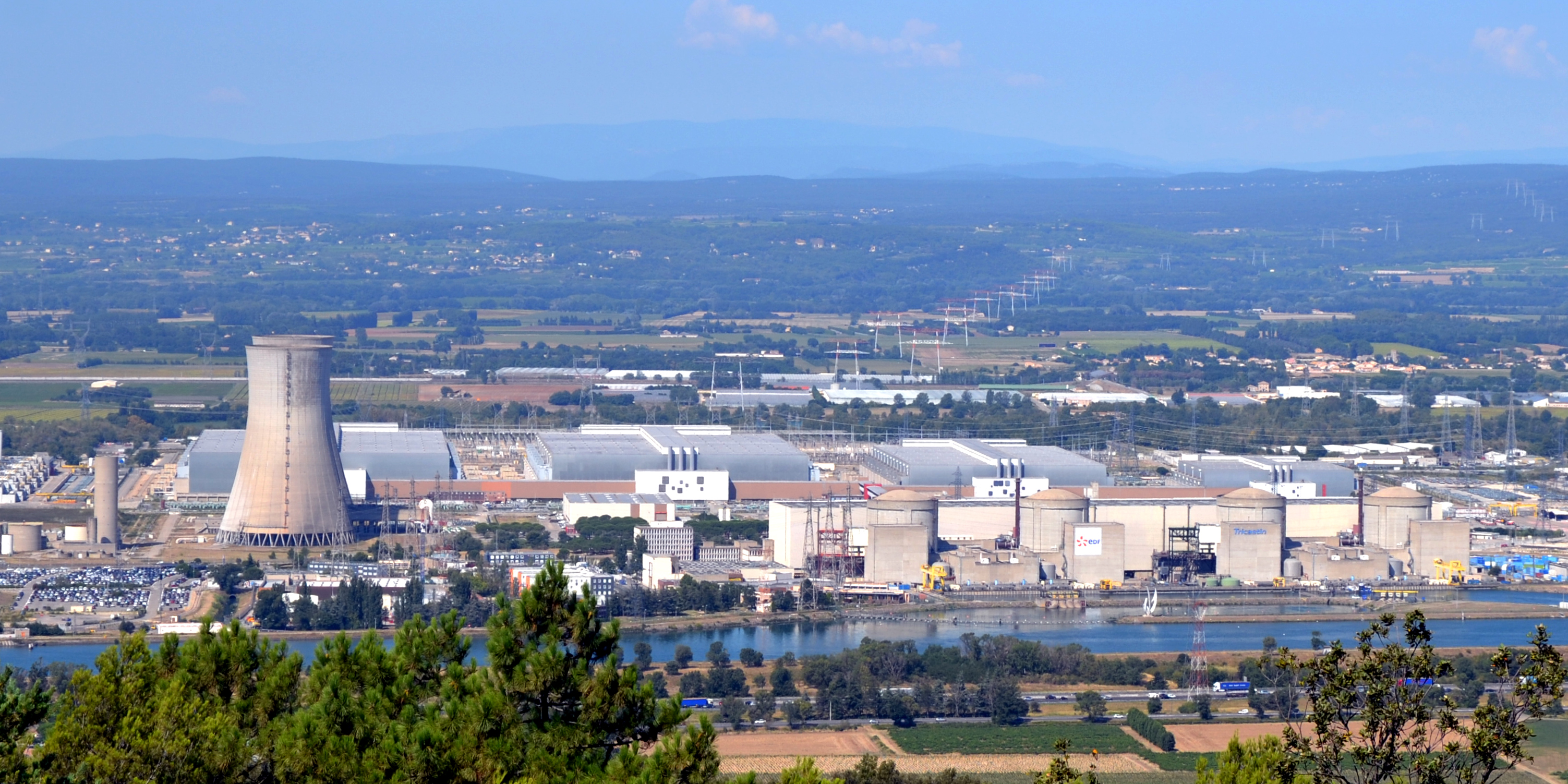
Les quatre réacteurs de la centrale nucléaire du Tricastin.

La centrale nucléaire du Tricastin a été construite à partir de 1974, puis mise en service en 1980 (T1 & T2) et 1981 (T3 & T4). Elle comprend quatre réacteurs à eau pressurisée (REP) de 900 MW chacun, soit une puissance totale de 3 600 MW pour la centrale.
Le refroidissement de la centrale est assuré par l'eau du canal de Donzère-Mondragon. Le combustible nucléaire neuf arrive en train, sous forme d'assemblages, fabriqué à la FBFC. Le combustible usé est entreposé en piscine de refroidissement pendant quelques mois, avant d'être expédié en train à l'usine de retraitement de la Hague.
La centrale produit chaque année environ 25 TWh, soit 6 % de la production électrique française. L'usine voisine d'enrichissement Eurodif consommait environ 15 TWh par an, soit environ deux tiers de la production de la centrale. Cette proximité permettait de limiter les pertes dues au transport de l'électricité. Des modifications du procédé d'enrichissement à l'usine d'EURODIF (passage à la centrifugation) ont permis de baisser d'environ 50 fois la consommation d'électricité de cette usine.
Selon un document d'AREVA, la centrifugation consomme 50 fois moins d’électricité que la diffusion gazeuse et ne nécessite pas de prélèvement d’eau dans le Rhône. Cela a mené à l'abandon des tours réfrigérantes, avant leur destruction courant 2025.
EDF finance les collectivités locales à hauteur de 14 millions d'euros par an au titre de la taxe professionnelle de la centrale du Tricastin.
En 2019, le CNPE de Tricastin était la première centrale nucléaire du parc français à subir une quatrième visite décennale pour l'un de ses réacteurs, décisive pour la suite de la vie du site de production. Il était ainsi tête de pont pour le palier 900 MW.

### BCOT
La Base chaude opérationnelle du Tricastin (BCOT) est une installation nucléaire spécialisée dans la maintenance nucléaire. Elle entretient et entrepose des matériels et outillages provenant des circuits et matériels contaminés des réacteurs électronucléaires, à l'exclusion d'éléments combustibles, et notamment les tubes guides, les outillages d'intervention, les matériels voués au démantèlement et les couvercles de cuve.

## Site Orano
Six entreprises interviennent sur le site Orano (auparavant "Areva", jusqu'en 2018).

### Eurodif Production

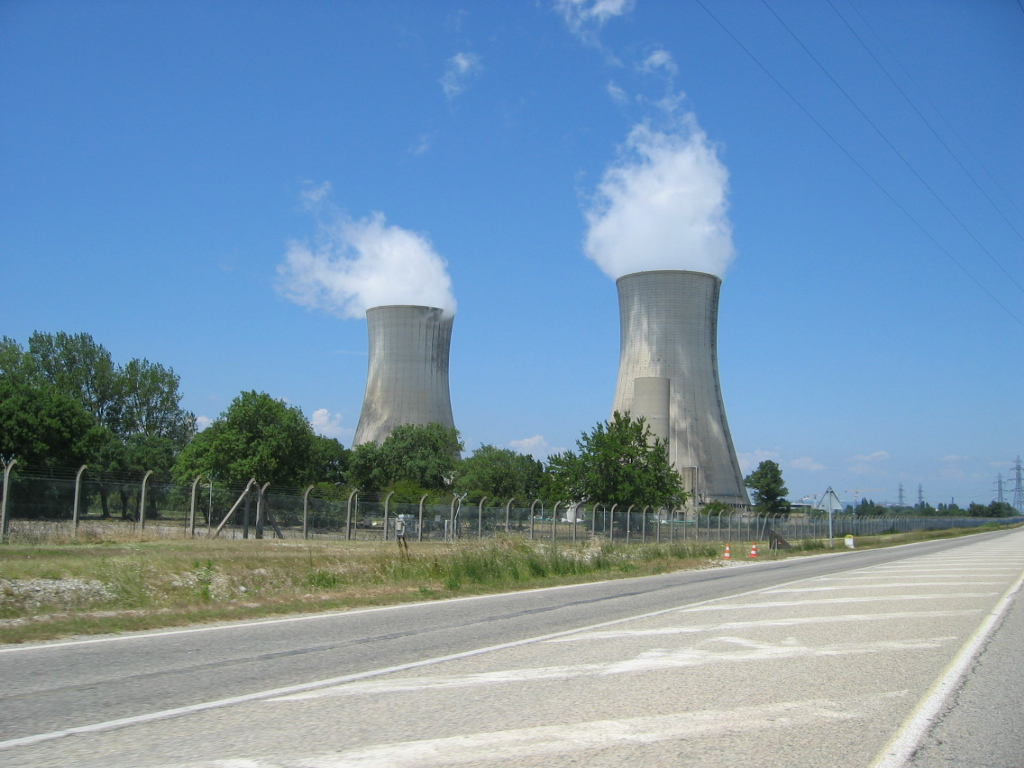
Les deux tours de réfrigération de l'usine d'enrichissement Eurodif.

Eurodif Production exploitait l'usine d'enrichissement de l'uranium Georges-Besse jusqu'à son démantèlement en 2012 et son remplacement par l'usine Georges-Besse II.
Lors de son activité, l'usine Georges-Besse I était alimentée en uranium (sous la forme d'hexafluorure d'uranium (UF6)) par l'usine Comurhex présente sur le site du Tricastin, et en électricité par la centrale nucléaire du Tricastin. Le combustible nucléaire produit par l'usine d'Eurodif était ensuite envoyé à la FBFC sur le site de Romans-sur-Isère.
L'entreprise employait 1 067 employés, sur le site, en 2009.
Cette usine a longtemps été le plus important consommateur d'électricité en France, et le tout premier client d'EDF, jusqu'à son démantèlement en 2012.

### Orano Chimie Enrichissement (CE)
Orano Chimie Enrichissement exploite une installation nucléaire spécialisée dans le retraitement de matières radioactives issues du cycle du combustible nucléaire : défluoration de l’hexafluorure d'uranium appauvri, dénitration du nitrate d'uranyle, maintenance des conteneurs et démantèlement de certains produits. Elle assure également des services supports au site Orano du Tricastin.
L'entreprise emploie 936 employés sur le site en 2009.

### Comurhex
Comurhex exploite une installation nucléaire procédant à la transformation de tétrafluorure d'uranium (UF4), en provenance du site de Malvési, en hexafluorure d'uranium (UF6), destiné à être ensuite traité dans l'usine Georges-Besse sur le même site par la société Eurodif Production pour produire de l'uranium enrichi.
L'entreprise emploie 353 employés sur le site en 2009.
L’usine historique Comurhex de Pierrelatte, construite en 1962 pour réaliser la conversion de l’uranium, a cessé définitivement sa production en décembre 2017 : elle laisse sa place à une nouvelle installation plus moderne, l’usine Comurhex II. Celle-ci entrera en service courant 2018 : elle est encore en test lors de la fermeture de Comurhex I. Orano confirme que « l’ensemble du personnel de Comurhex I sera affecté dès 2018 à la poursuite des essais » de Comurhex II.Comurhex II, exploitant une nouvelle technologie d’enrichissement, permettra de réduire la consommation électrique de 96 % et les émissions de gaz à effet de serre de 85 %.

### FBFC
Franco-Belge de Fabrication du Combustible (FBFC) exploite une installation industrielle spécialisée dans la fabrication de composants d’assemblages de combustible, des grilles de structure d’assemblages et des grappes de contrôle et de bouchons.
Les entreprises FBFC et CERCA emploient 135 employés sur le site en 2009.

### Socatri
La société auxiliaire du Tricastin (SOCATRI) assure la maintenance et le démantèlement de matériels nucléaires, le traitement d’effluents liquides nucléaires et industriels issus de ses activités et de celles des autres industriels du site Orano avant rejet dans le milieu naturel, la gestion et le traitement de déchets nucléaires en vue de leur élimination.
L'entreprise emploie 261 employés sur le site en 2009.

### SET
La Société d’Enrichissement du Tricastin (SET) exploite l’usine d'enrichissement d'uranium par centrifugation Georges Besse II, qui remplace depuis 2012 l'ancienne usine Georges-Besse.
Cette usine est constituée de deux unités, Sud et Nord, séparées physiquement sur le site, qui ont été mises en service progressivement, grâce à leur conception modulaire.
En juin 2012, la nouvelle usine atteint une production suffisante pour permettre le passage de relais avec l'usine Eurodif/Georges-Besse. L’ancienne usine (Georges-Besse I) est donc fermée. Son démantèlement s’étendra sur une quinzaine d’années.
En 2016, Georges-Besse II atteint sa pleine capacité, avec 7,5 MUTS (millions d'UTS).
L'entreprise emploie 141 employés sur le site en 2009.

## Site du CEA
Historiquement premier institut à s'installer sur le site du Tricastin, le CEA exploite l'usine d'enrichissement militaire du CEA en 1964. En 1969, un partenariat entre le CEA et Technetics group aboutit à la création d'un laboratoire à Pierrelatte.
À la suite de la fermeture de l'usine militaire en 1996, le CEA a conservé un pôle de recherche civile à Pierrelatte. Les laboratoires du site de Pierrelatte sont dépendant du CEA Valrho (ou CEA Marcoule).

## Information et concertation du public
Trois instances d'information et de concertation du public relatives au site nucléaire du Tricastin coexistent :
- la Commission Locale d’Information auprès des Grands Équipements Énergétiques du Tricastin (CLIGEET), qui suit l’activité des installations nucléaires de base. Elle est présidée par le Président du Conseil général de la Drôme ;
- la Commission d’Information Orano Cycle, qui suit l’activité de l’installation nucléaire de base secrète. Il s’agit d’une installation nucléaire dont les activités appellent une protection particulière au titre de la défense nationale. Elle est présidée par le Préfet de la Drôme ;
- le Comité local d'information et de concertation (CLIC), qui suit l’activité des installations classées pour la protection de l’environnement (ICPE), comme COMURHEX. Il est présidé par le Préfet de la Drôme.

Il est toutefois possible de se poser des questions sur la réalité de la compréhension des habitants des localités voisines face à ces mécanismes complexes de concertation. À en croire les reportages sur place, l'homme et la femme de la rue sont plutôt dans le vague quant aux risques encourus, même si l'on constate, à la suite des incidents depuis 2008 et de l'accident de Fukushima, un regain de questionnements[source insuffisante][non neutre].

## Sûreté nucléaire
Tricastin est la centrale nucléaire qui a fait l'objet de plus de signalements depuis sa mise en service en 1980. "L'ASN en dénombre 264, dont sept incidents de niveau 2 sur l'échelle internationale des événements nucléaires INES".
Pourtant « l'Autorité de sûreté nucléaire (ASN) considère que les performances en matière de sûreté nucléaire et de radioprotection du centre nucléaire de production d'électricité du Tricastin se distinguent de manière positive et que ses performances en matière de protection de l’environnement sont en retrait par rapport à l’appréciation générale des performances que l’Autorité de Sûreté Nucléaire porte sur EDF ».
Selon l'Autorité de Sûreté Nucléaire, l'analyse de sûreté prend bien en compte les risques d'agressions externes (chute d'avion, séisme, inondation externe...).

### Risque sismique
En 2002 et 2003, EDF a déclaré deux incidents génériques de niveau 1 sur l'échelle INES relatifs à la tenue au séisme de composants de certains REP 900 MWe français, dont ceux de la centrale du Tricastin.
L'incident déclaré le 14 octobre 2002 concerne la tenue au séisme de réservoirs d'eau permettant d'assurer le refroidissement du cœur en cas d'accident. Les travaux nécessaires à la remise en conformité de la centrale se sont terminés en décembre 2005.
L'incident déclaré le 28 octobre 2003 concerne la tenue au séisme de tuyauteries connectées à l'un des réservoirs d'eau concerné par l'incident du 14 octobre 2002.

### Risque d'incendie
Concernant la centrale nucléaire, l'ASN considère en 2007 que 

« le site devait encore progresser sur la gestion de la formation, la réalisation des permis de feu et les délais d’intervention en cas d’incendie qui demeurent trop longs. »

Concernant l'usine Georges Besse d'Eurodif, l'ASN considère en 2007 que 

« le risque incendie était bien pris en compte, toutefois des améliorations sont attendues notamment pour la formation du personnel et sur la rédaction des permis de feu. »

### Intrusions
Lundi 15 juillet 2013, Greenpeace a réussi avec 29 activistes à s'introduire, en 15 minutes, dans l'enceinte de la centrale nucléaire et à atteindre la zone protégée mais ne sont pas arrivés aux réacteurs nucléaires. Le groupe a projeté sur la structure de la centrale des messages anti-nucléaire tels que « Tricastin accident nucléaire » avant d'être arrêté.
Le 21 février 2020, 34 activistes de Greenpeace s'introduisent de nouveau sur la centrale de Tricastin pour dénoncer les nombreuses failles qui justifient sa mise à l’arrêt. Vingt d'entre eux entament le démantèlement symbolique de la centrale pour son 40e anniversaire. Cette action a mobilisé l'intervention du PSPG du Tricastin et du GIGN d'Orange,.
Le 29 juin 2021, le procureur de la république a requis la clémence estimant les motivations des militants de Greenpeace sérieuses, devant le tribunal correctionnel de Valence ; et renvoyant EDF et l'État devant leurs responsabilités.
L'avocat Thibault de Montbrial, représentant les intérêts de la partie civile, a demandé 500,000 euros de dommages et intérêts au titre du préjudice moral d'EDF. Le magistrat a appelé à "relativiser" l'image d'EDF en réponse à cette demande en rappelant que la société avait également "écorné" son image "par des échecs retentissants" dans une allusion au dérapage financier sur l'EPR de Flamanville ainsi qu'aux accidents de Three Mile Island (États-Unis), Tchernobyl (Ukraine) et Fukushima (Japon), ajoutant que les sites nucléaires "représentent tous un danger",.

### Chute d'avion
Le passage d'avion est interdit au-dessus du site nucléaire du Tricastin comme sur l'ensemble des sites nucléaires sous peine d'amende[réf. souhaitée]. Toutefois, les nouveaux projets sur le site - par exemple Georges Besse II - tiennent compte du risque de chute d'avion dès les premières phases d'élaboration du projet[réf. souhaitée].

## Impacts sur l'environnement

### Pollution et incidents

#### Rejets d'effluents liquides
Un rapport de mai 2007 de l'ASN rappelait à l'ordre Socatri, une filiale d'Areva présente sur le site, en déclarant :
« L'ASN rappelle Socatri à l'ordre pour des écarts répétés à ses autorisations de rejets chimiques et radiologiques (...). Les effluents liquides en sortie de la station de traitement présentent régulièrement des écarts aux seuils de rejets chimiques.

Une nouvelle station de traitement des effluents liquides doit être mise en service en 2008. La canalisation qui évacue les effluents liquides de Socatri, du fait de son ancienneté, a fait l'objet de fuites répétées en 2007. »

#### Fuite d'uranium du 8 juillet 2008
Dans la nuit du 7 au 8 juillet 2008, lors du nettoyage d'une cuve, une solution uranifère a été répandue sur le site et dans les rivières avoisinantes. La Socatri, une filiale de l'AREVA annonce que le volume d'effluent relâché est de 6,25 m3, rapportant la quantité d'uranium libérée à 75 kg. 224 kg d'uranium ont débordé d'une cuve de traitement d'uranium, dont 74 kg seraient parvenus jusqu'aux rivières de la Gaffière et du Lauzon. Cet incident a été classé provisoirement au niveau 1 sur l'échelle internationale des événements nucléaires (équivalent à une « anomalie de fonctionnement ») par l'Autorité de sûreté nucléaire. Socatri a rapporté l'incident à l'ASN 8 h 30 après les faits.
Le Réseau Sortir du nucléaire a porté plainte contre X, en visant particulièrement l'exploitant Socatri-Areva et l'Autorité de sûreté nucléaire, et la CRIIRAD devrait porter à son tour plainte contre l'exploitant. Le Réseau Sortir du nucléaire a accusé Areva de mise en danger volontaire de la population en n'ayant informé que tardivement les populations concernées de cette pollution. Les communes ont été averties 12 heures après. La préfecture a décrété l'interdiction de pêche, de baignade et d'irrigation ainsi que les restrictions sur la consommation d'eau sur les communes de Bollène, Lapalud et Lamotte-du-Rhône.
L'ASN a demandé le 11 juillet à la Socatri de suspendre l'activité de sa station de traitement et de prendre des « mesures immédiates de mise en sécurité ».
Des mesures de teneur en uranium faites, entre les 8 et 13 juillet, dans la nappe phréatique au Tricastin ont révélé des « valeurs [qui] ne peuvent être expliquées par le rejet accidentel » d'après l'Institut de radioprotection et de sûreté nucléaire (IRSN). Didier Champion, directeur de l'environnement à l'IRSN, estime qu'« on ne peut exclure qu'il y ait eu des rejets antérieurs, à l'origine d'une pollution à l'uranium »,.
Le 12 mai 2015, le tribunal de grande instance de Carpentras condamne Areva à 30 000 euros de dommages et intérêts pour avoir rejeté 74 kg d’uranium sur le sol et dans deux cours d’eau sur le site nucléaire de Tricastin.

#### Rejets de carbone 14 de juin et juillet 2008
Au-delà de ses activités de gestion d'effluents, la SOCATRI réalise des opérations de reconditionnement pour le compte de l'Andra. Ces opérations consistent à trier des déchets des « petits producteurs » (laboratoires médicaux, hôpitaux...) et à les orienter vers l'exutoire adéquat (incinération, stockage). Lors d'une opération de reconditionnement en juin 2008, un rejet de carbone 14 (utilisé comme traceur pour les examens médicaux) gazeux conduit l'installation à dépasser sa limite de rejet mensuelle pour ce radioélément. L'anomalie est identifiée lors de mesures le 4 juillet. L'activité de l'atelier de traitement est immédiatement suspendue. Areva affirme que l'ASN est informée de cet incident le 7 juillet lors d'un point hebdomadaire entre les organismes.
Pendant les opérations de mise à l'arrêt, les rejets continuent, conduisant le 18 juillet 2008 à un dépassement de 5 % de la limite annuelle de rejet. L'ASN est informée le 5 août 2008 de ce dépassement de la limite annuelle et décide de la suspension pour le reste de l'année, à la Socatri, de toutes les activités susceptibles de générer un rejet de carbone 14 gazeux. L'incident est classé au niveau 1 de l'échelle INES.

#### Assemblages bloqués de septembre 2008
Le 8 septembre 2008, 2 assemblages sont restés accrochés aux structures internes supérieures au cours d’une opération de renouvellement du combustible nucléaire. Dès le constat fait de l'anomalie, l’opération a été immédiatement arrêtée. Les 2 assemblages restaient suspendus sous l’eau dans la cuve, tandis que l’exploitant faisait procéder à l’évacuation du bâtiment réacteur et à son isolement.
Les assemblages sont restés bloqués plus d'un mois. EDF a proposé des solutions techniques le 14 octobre pour récupérer les deux assemblages. L'Autorité de sûreté nucléaire les a évaluées sur la "maquette"  du centre d'expérimentation et de validation des techniques d'intervention sur chaudières nucléaires à eau pressurisée (CETIC) de Chalon-sur-Saône. Le 22 octobre, l'ASN a donné son aval à l’opération.
Il n'y a eu aucun risque dû à la criticité, ni au défaut de réfrigération des assemblages, lors de cet incident.
Un incident de même type s'est déjà produit en France sur un assemblage en 1999, à la centrale nucléaire de Nogent (Aube) qui a aussi été soldé sans problème particulier. Toutefois la situation à Tricastin était différente avec 2 assemblages contigus suspendus, au lieu d’un seul en 1999.

#### Pollution radiologique du site de Tricastin
Corinne Castanier, directrice de la CRIIRAD, évoque notamment une possible pollution par les canalisations de rejet de la Socatri ou les déchets issus d'une ancienne usine militaire d'enrichissement de l'uranium qui a fonctionné sur le site du Tricastin de 1964 à 1996, et enfouis à l'autre extrémité du site,.
Areva NC a nié ces hypothèses dans son communiqué du 16 juillet 2008, intitulé « SOCATRI répond aux allégations de la CRIIRAD », dont une dépêche de l'AFP du 9 juillet 2008 reprend les termes :

« Selon un rapport du haut commissariat à l'Énergie atomique publié en 1998, la butte [où ont été enfouis les déchets radioactifs d'origine militaire] a bien engendré une pollution de la nappe, traitée par pompage de 1980 à 1998. Une étude d'impact ayant ensuite conclu à l'absence de risque sanitaire, le tertre est depuis sous simple surveillance, les mesures faisant apparaître une concentration moyenne d'uranium de 8 microgrammes par litre, deux fois moins que la norme de l'OMS. »

Le directeur-adjoint de l'environnement à l'IRSN, Jean-Christophe Gariel, a déclaré à l'AFP qu'« établir des relations de cause à effet entre telle ou telle installation et le marquage n'est pas immédiat. Cela va demander des investigations relativement poussées ».
L'inventaire national des déchets radioactifs indique que cette butte contient 760 tonnes de déchets de barrières de diffusion, pour une activité globale de 42 GBq (soit une activité massique de 55 Bq/g, ce qui les classe dans la catégorie de déchets « très faible activité »).

#### Explosion et incendie sur un transformateur de juillet 2011
Le 2 juillet 2011, une explosion et un incendie sont apparus sur un transformateur électrique, l'incendie a été maîtrisé au bout d'une heure par le personnel et les pompiers arrivés en renfort.

#### Explosion d'un isolateur fin février 2013
Un support isolant des lignes électriques en sortie de centrale (appelé isolateur) a explosé par vieillesse, provocant un gigantesque éclair électrique vu et entendu à plusieurs kilomètres (tout comme peut l'être la foudre). Cela a provoqué ponctuellement une grande inquiétude des habitants. L'exploitant a déclaré à la presse que le réacteur s'était alors automatiquement arrêté de produire de l'énergie.

#### Fuite de tritium détectée le8 juillet 2013
Une concentration anormalement élevée de Tritium radioactif est détectée dans les eaux souterraines de la centrale entre les réacteurs 2 et 3. Le 28 août, les mesures prises lors d'une inspection de l'ASN relève des mesures de 60 à 70 fois les concentrations habituelles sous le bâtiment du réacteur 3. Pendant au moins deux semaines (durée des résultats des mesures à disposition), ces mesures s’avéreront relativement constantes aux alentours de 600 Bq/L. Selon les autorités du nucléaire, "Les valeurs mesurées sont faibles, il n’y a pas d’impact sanitaire ni environnemental". Toutefois, l'ASN ordonne à EDF de prendre toutes les mesures nécessaires pour identifier et corriger le problème. Au 1er mars 2014, l'incident ne semble pas avoir trouvé de solution.

#### 2 incidents de «niveau 1» en septembre 2013
Lors d'un contrôle de routine le 9 septembre 2013, des ouvriers ont détecté une absence de renforts de joint de soudure sur les tuyauteries du circuit de refroidissement des réacteurs no 2 et 4. L'incident n'a été déclaré à l'autorité de sûreté nucléaire que le 14 octobre et classé en niveau 1 sur l'échelle INES.
Lors d'un contrôle interne, une pression supérieure à la normale a été détectée le 27 septembre dans l'usine d'extraction d'uranium Eurodif située sur le site de Tricastin. L'incident a été déclaré à l'ASN, qui l'a classé en niveau 1 sur l'échelle INES.

#### Contamination de 3 salariés le7 octobre 2013
Lors de travaux au sein de la zone contrôlée commune aux auxiliaires des réacteurs 3 et 4, trois salariés surpris par l'ouverture brutale d'une pompe provoquée par une surpression ont été contaminés par la projection de liquide radioactif sur leurs vêtements. L'un d'entre eux a été hospitalisé dans le cadre de la procédure de décontamination pour subir des examens.

#### Tempête Christian en octobre 2013
Dans la nuit du 24 au 25 octobre 2013, à cause des fortes précipitations, l'accumulation de boue à l'aspiration des pompes des circuits de refroidissement a provoqué la mise à l'arrêt du réacteur 2.

#### Fuite d'uranium 235/238 en octobre 2013
Sur le site AREVA, à cause d'un défaut d'étanchéité lors d'un transfert pneumatique entre deux bâtiments, un kilo d'uranium 238 s'est trouvé répandu sur le sol sur quelques mètres.

#### Rejet de tritium 31 décembre 2014
Le réacteur 4, alors qu'il est en train d'être relancé, se met en « arrêt automatique réacteur » (AAR). Celui-ci induit l'ouverture de soupape de protection contre les surpression du circuit secondaire donnant lieu à un dégagement de vapeur d'origine non nucléaire. La puissance du jet de vapeur peut induire une onde sonore audible jusqu’à 12 km autour du site nucléaire[réf. nécessaire].

#### Non déclaration d'incidents en 2022
Une information judiciaire contre X est ouverte, le 9 juin 2022, à la suite d'une plainte déposée contre EDF, en octobre 2021, par un cadre du site resté anonyme "pour des infractions à la réglementation relative aux installations nucléaires, au code de l'environnement et au droit du travail, mise en danger de la vie d'autrui et harcèlement",.
La centrale nucléaire est perquisitionnée, les 27 et 28 septembre 2022=, par les gendarmes spécialisés de l’Office central de lutte contre les atteintes à l’environnement et à la santé publique (OCLAESP) pour "chercher un ensemble de documents précis à la demande des juges d'instruction du pôle santé de Marseille". En octobre 2022 un autre cadre d'EDF anonyme demande "à se constituer partie civile dans l'enquête menée par un juge à Marseille sur des soupçons d'obstacles au contrôle des inspecteurs de la sûreté nucléaire à la centrale".

## Projets avortés de GDF Suez
En juillet 2008, Tricastin est mentionné parmi cinq sites envisagés (avec Flamanville, Penly, Chooz et Marcoule) par Nicolas Sarkozy pour la construction d'un second réacteur EPR. Mais c'est finalement le site de Penly qui est choisi, puis abandonné par GDF.
En février 2010, GDF Suez envisage à nouveau d'implanter un réacteur sur le site, mais cette fois un réacteur ATMEA. En janvier 2015, Gérard Mestrallet, PDG de GDZ Suez déclare que son groupe "regardera vraiment à deux fois" avant d'investir pour un projet nucléaire en France, tel que les réacteurs Atmea à Tricastin ou EPR à Penly.